# Sandön (Luleå)
Sandön (vertaling: eiland van zand) is een Zweeds eiland behorend tot de Lule-archipel; het is het grootste eiland in die archipel. Het eiland is ontstaan door het neerslaan van alluviale sedimenten vanuit de Lule op de bodem van de Botnische Golf. Vanuit die tijd dateren ook de rijen van stenen die op het eiland liggen, Stenåkern is de bekendste met een oppervlakte van 1400 x 300 meter; het is natuurreservaat.  
Sandön ligt tegenover Svartö aan de Svartösundet. Dat gebied dient voornamelijk voor het (gereedmaken voor transport van) ijzererts. Aangezien de vraag naar dergelijk erts nog steeds toeneemt waren er plannen om aan de Klubbviken (viken betekent baai) een nieuwe haveninstallatie te bouwen. Het besluit van 1959 kwam niet ten uitvoer en er ligt nu een recreatiegebied. Het eiland is anno 21e eeuw nog steeds onderwerp van gesprek. De stad Luleå kan op het vasteland geen kant op; het is helemaal ingeklemd tussen stedelijke gebieden en natuurlijke barrières; men overweegt om een nieuwe woonwijk op het eiland te bouwen, maar men wordt daarin geconfronteerd met de strenge Zweedse milieuwetgeving.  
Het eiland kan worden bezocht door een veerpont over de Tjuvholmsundet, men komt dan aan op het satellieteiland Tjuvholmen en kan dan pas verder het eiland optrekken. Een andere mogelijkheid is een bootreis vanuit Luleå of eigen schip; men kan aanmeren in Klubbviken. Er is eigenlijk maar één weg op het eiland en die loopt tussen de twee landingsplaatsen langs het kleine dorp Sandön. In 2007 is een onderzoek gestart om een brugverbinding te maken met het vasteland. Het eiland heeft een maximale hoogte van 48 meter bij de Lappmyrberget (vertaling: berg in moeras).